# Kailudih
Kailudih è una suddivisione dell'India, classificata come census town, di 8.903 abitanti, situata nel distretto di Dhanbad, nello stato federato del Jharkhand. In base al numero di abitanti la città rientra nella classe V (da 5.000 a 9.999 persone).

## Geografia fisica
La città è situata a 23° 46' 54 N e 86° 15' 54 E.

## Società

### Evoluzione demografica
Al censimento del 2001 la popolazione di Kailudih assommava a 8.903 persone, delle quali 4.810 maschi e 4.093 femmine. I bambini di età inferiore o uguale ai sei anni assommavano a 1.615, dei quali 852 maschi e 763 femmine. Infine, coloro che erano in grado di saper almeno leggere e scrivere erano 5.029, dei quali 3.040 maschi e 1.989 femmine.